# 比格尔·鲁德
比格尔·鲁德（挪威語：Birger Ruud，1911年8月23日—1998年6月13日），挪威男子高山滑雪、跳台滑雪运动员。他曾代表挪威参加1932年、1936年和1948年冬季奥林匹克运动会，获得二枚金牌和一枚银牌。